# Racing Libertas Club 1914-1915
Questa pagina raccoglie i dati riguardanti il Racing Libertas Club nelle competizioni ufficiali della stagione 1914-1915.

## Organigramma societario
Area direttiva
- Presidente: Alberto Esquenazi
- Vicepresidente: Angelo Ronzoni
- Consiglieri: rag. Ferruccio Lucchetti, avv. Franco Valsecchi, Giovanni Maestri, Luigi Bracciani, Martino Mogni.
- Sede: Caffè Fontana - Piazza Fontana, Milano.
- Campo: Via Bersaglio, zona San Siro, dimensioni 50x100.
- Colori: maglia rossa, calzoncini bianchi.

Area organizzativa
- Segretario: rag. Vincenzo Delfrati
- Cassiere: Giovanni Radaelli

Area tecnica
- Commissione Tecnica: Guido Colombo, Luigi Pedraglio e Rodolfo Ott.